# Jean-Victor Bertin
Jean–Victor Bertin (París. 20 de marzo de 1767-París, 11 de junio de 1842), fue un pintor neoclásico francés-

## Datos biográficos y obra
Bertin estudió en la Real Academia de Pintura y Escultura de París, al comienzo como estudiante de pintura de historia, el género más valorado en los salones académicos. Luego, realizó estudios durante tres años con Gabriel-François Doyen y, más adelante, al despertarse su interés por la pintura de paisajes, con Pierre-Henri de Valenciennes.
La obra de Berlin se desarrolla con características muy definidas del neoclasicismo y, a la vez, contrariando la rígida estructura del arte neoclásico francés, fue uno de los primeros en pintar al aire libre y en difundir el plenairismo entre sus estudiantes,de los cuales el más destacado fue Camille Corot